# Antonio Saura
Antonio Saura Atarés (Huesca, 22 de septiembre de 1930-Cuenca, 22 de julio de 1998) fue pintor y escritor, considerado como uno de los grandes artistas españoles del siglo XX.

## Biografía
Antonio Saura nació el 22 de septiembre de 1930 en Huesca. Creció durante la guerra civil española en Madrid, Valencia y Barcelona en compañía de sus padres, Antonio Saura Pacheco, abogado del Estado y técnico del Ministerio de Hacienda, y Fermina Atarés Torrente, pianista. Fue el primogénito de cuatro hermanos: María del Pilar, el director de cine Carlos Saura y María de los Ángeles. Debido a una tuberculosis ósea que lo mantuvo cinco años en cama a partir de 1943 empezó a pintar y a escribir en 1947. 
Sin educación académica, comienza su carrera artística como autodidacta. Expone por primera vez en 1950 en la librería Libros de Zaragoza y en 1952 en la librería Buchholz de Madrid, donde presenta pinturas oníricas y surrealistas. Tras su traslado a París de 1954 a 1956, se suma en un primer tiempo al Surrealismo, movimiento del que se distancia rápidamente. Inicia trabajos experimentales en series que titula Fenómenos y Grattages. En 1954 abandona la abstracción. En 1956 realiza sus primeras pinturas en blanco y negro a partir de la estructura del cuerpo femenino. 
Tras su vuelta a España funda junto a Manolo Millares, Pablo Serrano, Rafael Canogar, Luis Feito y otros artistas el grupo El Paso (1957-1959). Expone por primera vez en París en la Galería Stadler en 1957. El año siguiente, 1958, participa junto con Antoni Tàpies y Eduardo Chillida en la Bienal de Venecia y en 1959 es invitado a la segunda edición de Documenta en Kassel (Alemania). En 1958 pinta sus primeros Retratos Imaginarios de entre los cuales surge la serie Brigitte Bardot. Entre 1957 y 1960 realiza varias series de pinturas de gran formato cuyos temas serán recurrentes a lo largo de su obra: Crucifixiones, Damas, Sudarios, Retratos, Retratos imaginarios, Desnudos, Desnudos-Paisaje, Curas, El Perro de Goya y Multitudes. A partir de esta época el cromatismo de su pintura se limitará, durante largo tiempo, al uso de negros, grises y tierras. Asumidas las tendencias del informalismo europeo y el expresionismo abstracto estadounidense, seguirá una trayectoria personal que hunde sus raíces en la herencia de Velázquez, la pintura barroca española en general, y Goya.
En 1958 inicia, con una serie de litografías titulada Pintiquiniestras, la que será una fértil obra impresa que desarrollará durante toda su vida. También entre ese año y 1962 realiza una serie de 41 dibujos titulados Mentira y sueño de Franco: Una parábola moderna en los que caricaturiza al dictador español.
En 1960 realizó su primera serigrafía, quedando inmediatamente fascinado por las múltiples posibilidades que frece esta técnica. Muy interesado en la obra gráfica, realiza un total de 632 obras, recogidas en el catálogo razonado “Saura, la Obra Gráfica” de Olivier Weber – Caflisch y Patrick Cramer. Gran parte de las serigrafías están estampadas por Javier Cebrián. 
Fue prolífica su labor de ilustrador en ediciones de calidad de obras literarias, como el Quijote de Cervantes, el El Criticón de Baltasar Gracián, 1984 de Orwell, Las aventuras de Pinocho de Collodi en la versión adaptada de Christine Nöstlinger, los Diarios de Kafka, o los Sueños y discursos de Quevedo entre otros.
A finales de años 1950 expuso con su compatriota Antoni Tàpies en una muestra conjunta en la Documenta de 1959 en Múnich. Ambos son los principales exponentes del arte informal español.
En 1960 abandona el uso exclusivo del blanco y negro en la pintura al óleo y comienza diversas series de carácter acumulativo y repetitivo que realiza sobre papel. A partir de 1961 expone regularmente en la Galería Pierre Matisse de Nueva York. En 1965 destruye un centenar de sus lienzos. En 1967, traslada su residencia definitivamente a París, expone regularmente en la Galerie Stadler y en el último año de su vida en la Galerie Lelong.
En 1968 deja la pintura hasta 1979, aunque seguirá desarrollando su obra gráfica así como realizando grandes series de pinturas sobre papel, y se dedicará a escribir ensayos sobre arte.
Antonio Saura se casó en primeras nupcias con Gunhild Madeleine Augot en 1954, con quien tuvo tres hijas: Marina (1957), Ana (1959-1990) y Elena (1962-1983). Su segunda esposa fue Mercedes Beldarraín Jiménez. Sus herederas son su hija Marina y su viuda Mercedes.
La mayor parte de la obra de Antonio Saura es figurativa y se caracteriza por el conflicto con la forma. Sus cuadros son expresivos y dan la impresión de ser obsesivos en su franqueza pictórica. Es un conflicto con un mundo lleno de contradicciones y falto de seguridad, en el que impera el pesimismo.
En 1997, Antonio Saura fue nombrado doctor honoris causa por la Universidad de Castilla-La Mancha, la cual ha dado su nombre al edificio de la ciudad de Cuenca que alberga la Facultad de Bellas Artes. Su discurso de aceptación fue leído por su hija, la actriz y escritora Marina Saura.
Saura falleció el 22 de julio de 1998 en Cuenca, a los 67 años, como consecuencia de la leucemia que padeció en el último año de su vida.

## Conflicto por su legado
En Cuenca, en la histórica Casa Zavala, está ubicada la Fundación Antonio Saura, organismo sin ánimo de lucro auspiciado por el Ayuntamiento y la Diputación de Cuenca, dos hermanos del pintor (el cineasta Carlos Saura y la escritora Ángeles Saura) y dos de sus editores (Pierre Canova y Hans Meinke). Los patronos nombrados por Antonio Saura (Tomás Llorens Serra, Valeriano Bozal, Juan Manuel Bonet y su esposa Mercedes Beldarraín), así como Marina Saura, hija del pintor, se retiraron del proyecto en 1998 por respeto, según ellas, a la voluntad del artista. Esta fundación no puede reproducir textos ni imágenes de la obra del pintor al carecer de la titularidad de los derechos de autor. La Junta de Comunidades de Castilla-La Mancha, que durante los años que fue liderada por José Bono y José María Barreda (ambos del PSOE) apoyó las actividades de la Fundación y sufragó los diversos pleitos que contra las herederas y el albacea del artista  se intentaron, se ha retirado del patronato de la Fundación y anuncia el cese de sus subvenciones. Desde octubre de 2015, la Fundación está cerrada por problemas económicos y el alcalde de Cuenca, Ángel Mariscal (PP), ha alertado de "la situación complicada en la que se encuentra, con deudas a Hacienda, Seguridad Social y a los propios trabajadores de la misma".
En abril de 2006, el albacea de Antonio Saura (Olivier Weber-Caflisch) y sus herederas (su esposa Mercedes Beldarraín y su hija Marina Saura, titulares de los derechos de autor del artista) crearon la Fondation Archives Antonio Saura en Ginebra. La fundación Archives Antonio Saura custodia todos los archivos del pintor (fotográficos, pictóricos y manuscritos), su biblioteca, su banco de imágenes, así como una colección representativa de su obra. Lleva a cabo la labor de divulgación de la obra pictórica y literaria del artista, publica monografías, los catálogos razonados y otros estudios sobre su obra, organiza exposiciones y establece los certificados de autenticidad.

## Exposiciones individuales (selección)
- 1963 Palais des Beaux-Arts, Bruselas (Bélgica); Stedelijk Museum, Eindhoven y Rotterdamsche Kunstkring Róterdam (Países Bajos)
- 1964 Documenta III Kassel, Stedelijk Museum, Ámsterdam (Países Bajos)
- 1966 Institute for Contemporary Art, Londres (Gran Bretaña)
- 1974 M-11, Sevilla (España)
- 1977 Documenta IV, Kassel (Alemania)
- 1979 Museo Stedelijk de Ámsterdam, (Países Bajos); Kunsthalle, Düsseldorf (Alemania)
- 1980 Casa de las Alhajas de Madrid; Fundación Miró de Barcelona
- 1981 Caja de la Inmaculada, Zaragoza (España)
- 1985 Kumstant Wedding, Berlín (Alemania)
- 1986 Neue Galerie (actualmente Ludwig Forum für Internationale Kunst), Aquisgrán (Alemania)
- 1989 Musée d'art et d'histoire, Ginebra (Suiza); Wiener Secession, Viena (Austria); IVAM, Valencia
- 1990 Museo Nacional Centro de Arte Reina Sofía (Madrid); Städtische Galerie im Lenbachhaus Múnich, (Alemania); Réfectoire des Jacobins Toulouse, (Francia)
- 1994 Museum für Moderne Kunst, Lugano (Suiza)
- 1996 Museo de Dibujo "Julio Gavín", Castillo de Larrés (Huesca)
- 2002 Musée d'Art Moderne et Contemporain, Estrasburgo (Francia)
- 2003 National Museum, Cracovia (Polonia)
- 2012 Kunst Museum Bern, Berna (Suiza)
- 2013 Museum Wiesbaden, Wiesbaden (Alemania)
- 2016 Fondation Jan Michalski pour l'Écriture et la Littérature, Montricher (Suiza)
- 2020 Círculo de Bellas Artes de Madrid, Madrid (España)
- 2023 Opera Gallery Madrid, Madrid (España)

## Escritos
- Programio, edición del autor, Madrid 1950-1951
- Espacio y gesto, 1959
- Diez notas y diez grabados, Sala Pelaires, Palma de Mallorca 1974
- Contra el Guernica / Libelo, Ediciones Turner, Madrid 1981
- Contre Guernica / Pamphlet, Dominique Bedou Editeur, París 1985
- El Deslumbramiento, Armando Reverón. Exposición Antológica (Ensayo), Madrid 1992
- Note book (memoria del tiempo), Librería Yerba, Murcia 1992
- Belvédère Miró, L’Echoppe, París 1993
- Mémoire du temps, Carnet de notes, La Différence, París 1994
- Francis Bacon et la beauté obscène, Nouvelles Editions Séguier, París 1996
- La Question de l’art espagnol, L’Echoppe, París 1996
- Le chien de Goya, L’Echoppe, París 1996
- Discours de Cuenca, L’Echoppe, París 1997
- Fijeza, Ensayos, Galaxia Gutenberg / Círculo de Lectores, Barcelona 1999 (ISBN 84-8109-221-5)
- Klee, point final, L’Echoppe, París 1999
- Le miroir singulier / Bram van Velde, L’Echoppe, París 1999
- Crónicas. Artículos, Galaxia Gutenberg / Círculo de Lectores, Barcelona 2000 (ISBN 84-8109-289-4)
- Visor. Sobre artistas (1958-1998), Galaxia Gutenberg / Círculo de Lectores, Barcelona 2001 (ISBN 84-8109-354-8)
- Escritura como pintura. Sobre la experiencia pictórica, (1950-1994) , Galaxia Gutenberg / Círculo de Lectores, Barcelona 2004 (ISBN 84-8109-479-X)
- Erotica, Fundación Archives Antonio Saura y 5 Continents Editions, Ginebra 2008 (con un texto de Jacques Henric y once textos de Antonio Saura) (ISBN 978-88-7439-474-6)
- Contre Guernica / Pamphlet, Fundación Archives Antonio Saura y 5 Continents Editions, Ginebra 2008 (ISBN 978-88-7439-475-3)
- Saura / Erótica, Taché editor, Barcelona 2007
- Antonio Saura par lui-même, Fundación Archives Antonio Saura y 5 Continents Editions, Ginebra 2009 (ISBN 978-88-7439-510-1)
- Contra el  Guernica / Libelo, Fundación Archives Antonio Saura, en coedición con La Central y el Museo Nacional Centro de Arte Reina Sofía, Ginebra 2009 (con un prefacio de Félix de Azúa) (ISBN 978-84-936793-9-2)
- Antonio Saura por sí mismo, Fundación Archives Antonio Saura, en coedición con Lunwerg Editores, Ginebra 2009  (ISBN 978-2-940435-01-2)
- Antonio Saura  über sich selbst, Fundación Archives Antonio Saura, en coedición con HATJE CANTZ, Osterfildern 2012 (ISBN 978-3-7757-3410-3)
- Sur Picasso, Fondation Archives Antonio Saura, en coedición con Georg Éditeur, Ginebra 2018 (con un prefacio de Didier Semin) (ISBN 978-2-8257-1063-0)
- Sobre Picasso, ABADA Editores en coedición con Archives Antonio Saura, Madrid 2020 (con un prefacio de Didier Semin, traducción de Belén Gala Valencia) (ISBN 978-84-17301-59-0)

## Libros ilustrados (selección)
- El Nuevo Pinocho de Christine Nöstlinger, ilustrado por Antonio Saura, con traducción del alemán al español de Miguel Sáenz, Fundación Archives Antonio Saura, en coedición con La Central y el Museo Nacional Centro de Arte Reina Sofía, Ginebra 2010 (ISBN 978-84-937511-4-2)
- Le nouveau Pinocchio de Christine Nöstlinger, ilustrado por Antonio Saura, con traducción del alemán al francés de Ghyslaine Lagarde-Sailer, Fondation Archives Antonio Saura y 5 Continents Editions, Ginebra 2010 (ISBN 978-88-7439-541-5)
- Der neue Pinocchio de Christine Nöstlinger, ilustrado por Antonio Saura, Fondation Archives Antonio Saura y HATJE CANTZ (ISBN 978-3-7757-2709-9)
- The New Pinocchio de Christine Nöstlinger, ilustrado por Antonio Saura, con traducción del alemán al inglés de Anthea Bell, Fondation Archives Antonio Saura y 5 Continents Editions, Ginebra 2010 (ISBN 978-88-7439-570-5)
- Antonio Saura über sich selbst de Antonio Saura, ilustrado por Antonio Saura, con traducción al alemán de Bernard Dieterle, coedición de Fondation Archives Antonio Saura y HATJE CANTZ, Ginebra/Ostfildern 2012 (ISBN 978-3-7757-3410-3)
- Die Mauer de Bert Papenfuss y Antonio Saura, ilustrado por Antonio Saura, coedición de HATJE CANTZ y Fondation Archives Antonio Saura, Ostfildern/Ginebra 2012 (ISBN 978-3-7757-3409-7)
- Antonio Saura: Die Retrospektive con textos de Natalia Granero, Alexander Klar, Olivier Weber-Caflisch, Matthias Frehner, Didier Semin, Bernard Dieterle y Cäsar Menz, ilustrado por Antonio Saura, coedición de Kunst Museum Bern, Museum Wiesbaden, HATJE CANTZ y Fondation Archives Antonio Saura, Ostfildern 2012 (ISBN 978-3-7757-3369-4)
- Mensonge et songe de Franco (une parabole moderne), ilustrado por Antonio Saura, portada de Eduardo Arroyo, con textos de Eduardo Arroyo, Bartolomé Bennassar y Antonio Saura, Ginebra 2017, Fondation Archives Antonio Saura, en coedición con Georg Éditeur, Ginebra 2017 (ISBN 978-2-8257-1061-6)
- Mentira y sueño de Franco (una parábola moderna), ilustrado por Antonio Saura, portada de Eduardo Arroyo, con textos de Eduardo Arroyo, Bartolomé Bennassar y Antonio Saura, Ginebra 2017, Fondation Archives Antonio Saura, en coedición con Georg Éditeur, Ginebra 2017 (ISBN 978-2-8257-1062-3)

## Premios (selección)
- 1960 Premio Guggenheim, Nueva York (Estados Unidos)
- 1979 Premio de la primera bienal gráfica europea (Ersten Europäischen Grafikbiennale), Heidelberg (Alemania)
- 1982 Medalla de Oro a las Bellas Artes de España
- 1990 Es nombrado Officier de l’Ordre des Arts et des Lettres, París
- 1994 Premio Aragón a las Artes, Zaragoza
- 1995 Gran premio de la ciudad de París (Francia)